# Ampelocissus capillaris
Ampelocissus capillaris är en vinväxtart som först beskrevs av Henry Nicholas Ridley, och fick sitt nu gällande namn av Merrill. Ampelocissus capillaris ingår i släktet Ampelocissus och familjen vinväxter. Inga underarter finns listade i Catalogue of Life.